# Fanfic (película)
Fanfic ( en polaco: Fanfik) es una película polaca dramática de 2023 dirigida por Marta Karwowska y escrita por Karwowska y Grzegorz Jaroszuk. Es protagonizada por Alin Szewczyk, Jan Cięciara y Dobromir Dymecki. Esta es una película LGBT basada en la novela del mismo título de Natalia Osińska . Destaca por ser la primera película polaca con una persona transgénero no binaria, Alin Szewczyk, en el papel de un personaje transgénero. La película se estrenó internacionalmente en Netflix el 17 de mayo de 2023.

## Trama
La historia se centra en el autodescubrimiento del protagonista, inicialmente conocido como Tosia, como un chico transgénero de 17 años, asumiendo el nombre de Tosiek, la historia de amor entre él y su nuevo compañero de clase Leon, así como la relación entre Tosiek y su padre, Marcin.

## Elenco
- Alin Szewczyk como Tosiek
- Jan Cięciara como León
- Dobromir Dymecki como Marcin
- Wiktoria Kruszczyńska como Matylda
- Maja Szopa como Emilia
- Agnieszka Rajda como Roksana
- Krzysztof Oleksyn como Konrad
- Ignacy Liss como Maks
- Oskar Rybaczek como Artur
- Anna Krotoska como Jastrzębska
- Sylwia Achu como la maestra
- Marcin Perchuć como el padre de Konrad
- Adam Cywka como el padre de Maks